# Materice
Materice su obiteljski običaj na treću adventsku nedjelju, odnosno na drugu nedjelju prije Božića. Kao hrvatski božićni običaj karakterističan je za dijelove Dalmacije, Bosne i Hercegovine i Bačke. Naziva se još Materice, Majčice, Majke nebeske. Sličan običaj postoji i među pravoslavnim vjernicima na Nedjelju praotaca, poznatu kao Materice, u pretposljednju nedjelju pred Božić po julijanskom kalendaru.
Običaji se razlikuju od kraja do kraja, no zajednička im je šala na račun majke. Djeca tada „prijete” majkama te ih one darovima udobrovoljavaju. Prema običaju, majke darivaju svoju djecu slatkišima, orasima, voćem i lješnjacima i drugim darovima. Djeca svoju zahvalnost iskazuju čestitanjem materica svojim majkama. Nije se očekivalo od majke da daje djeci novac, nego neki poklon za pojesti.
Zabilježeno je da u Sinjskoj krajini djeca ujutro pripreme konop i prijete majci da će je objesiti ako se ne iskupi. Zaručnik na taj dan dolazi majci i traži otkup, orahom ili cigaretom, a zaručnici dolazi na sílo, donosi joj rakije, a ona njega dariva košuljom, čarapama i sl.
Iako samo djeca u pravilu čestitaju materice, uvriježio se i običaj u kojem muževi čestitaju svojim ženama, pa i punicama i drugim udanim ženama u svome mjestu.
Pri vezivanju majke negdje[gdje?] bi se recitirala čestitka:

Faljen Isus gazdarice,

čestitam ti Materice.

Došao sam preko mora

da mi dadeš koji ora'.

Potrala me teška muka

da mi dadeš česam luka.

Natrala me teška zima

da mi dadeš čašu vina.

Natrala me ljuta muka

da mi dadeš i jabuka.

Običaj je dio cjeline s djetinjcima druge adventske nedjelje te očićima četvrte adventske nedjelje.

### Članci
- Dragić, Marko. 2008. Advent u liturgiji i narodnoj kulturi Hrvata. Crkva u svijetu. Katolički bogoslovni fakultet Sveučilišta u Splitu. Split. 43 (3): 414–440